# Хараламбос Дімітріу

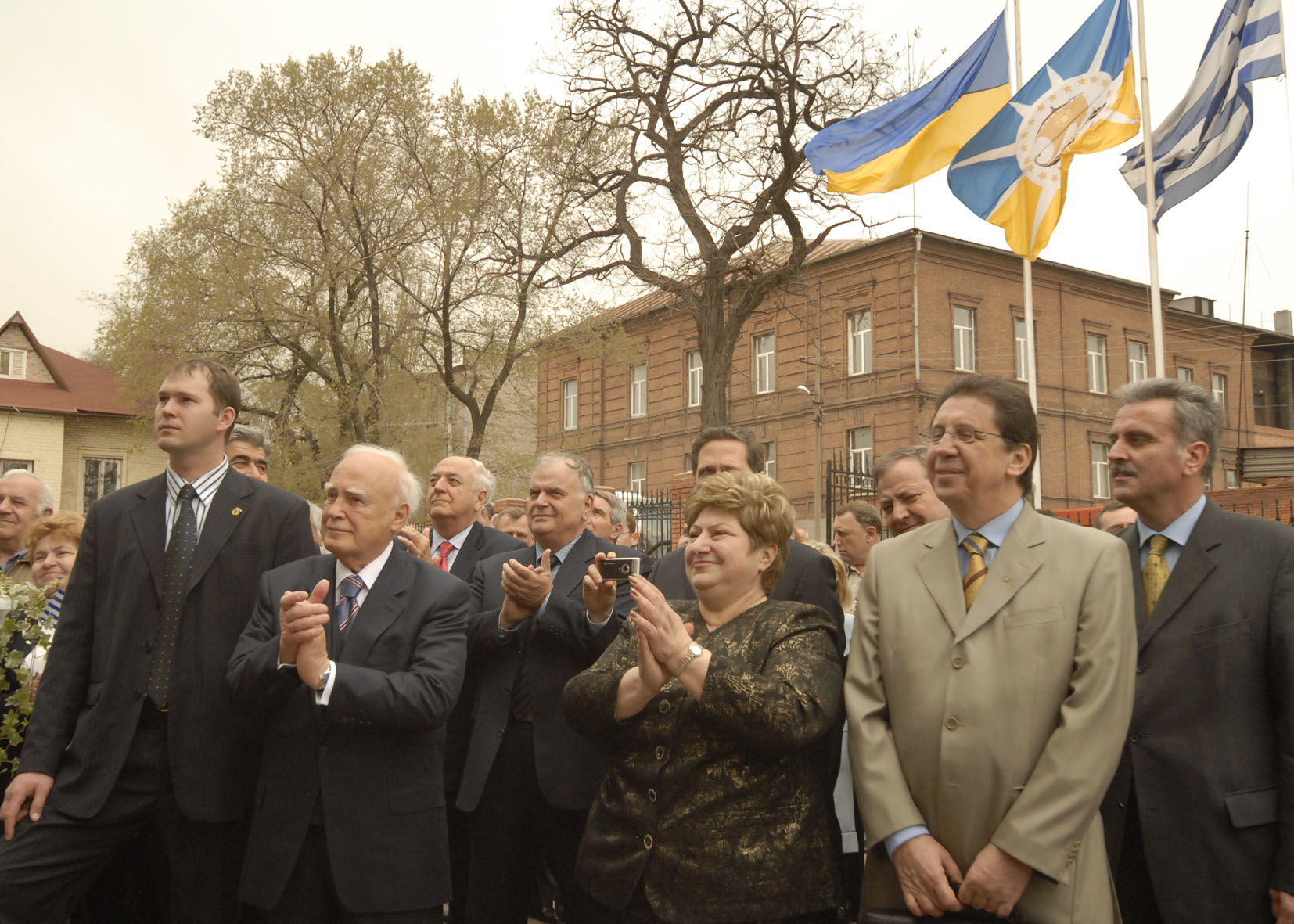
Візит Президента Греції Каролоса Папульяса в Маріуполь, 2008 рік (на фото також присутня Олександра Проценко-Пічаджі — голова ФГТУ, посол Греції в Україні Харіс Дімітріу, генеральний консул Греції в Маріуполі Франгіскос Костелленос)

Хараламбос «Харіс» Дімітріу (грец. Χαράλαμπος "Χάρης" Δημητρίου, 10 лютого 1949, Волос) — грецький дипломат. Надзвичайний і Повноважний Посол Греції в Україні.

## Освіта
Народився 10 лютого 1949 року в місті Волос (Греція). 1972 року закінчив Афінський університет, факультет права і політичних наук. Отримав дипломи Інституту міжнародних студій (Graduate Institute of International Studies) і Інституту Європейських студій (Institute of European Studies) в Женеві; ступінь Магістра (D.E.S.) державного міжнародного права отримав на юридичному факультеті Женевського університету.
Володіє іноземними мовами: французька, англійська, італійська і іспанська.

## Кар'єра
З 1976 по 1978 — адвокат в Афінах і спеціальний юридичний радник Міністерства закордонних справ Греції.
З 1981 по 1985 — працював в Постійному Представництві Греції в Європейських Спільнотах;
З 1985 по 1989 — працював в Посольстві Греції в Нікосії (Республика Кіпр).
З 1989 по 1990 — очолював Відділ Кіпра в Міністерстві закордонних справ Греції;
З 1990 по 1992 — очолював спеціальну Міжвідомчу структуру (Y.A.П.O.) з питань прийому і розміщення репатріантів грецького походження.
З 1992 по 1996 — працював у Постійному Представництві Греції в Європейському Союзі, керував Відділом зовнішніх зносин і радником з питань Загальної зовнішньої політики і політики безпеки (КЕППА).
З 1996 — радник в Посольстві Греції в Тбілісі (Грузія).
З 1998 — Повноважний Міністр 2-го рангу і Директор Грецької Дипломатичної Академії.
З січня 2000 — Начальник Управління регіонального економічного співробітництва в МЗС Греції, брав участь в засіданнях Організації Чорноморського Економічного Співробітництва (ОЧЕС) і Адріатичної Ініціативи.
З грудня 2001 по січень 2006 — Посол Греції в Чилі.
З 31 січня 2006 — 9 вересня 2009 — Надзвичайний і Повноважний Посол Греції в Україні.